# Francesco Chigi
Francesco Chigi (Roma, 4 aprile 1881 – Roma, 7 luglio 1953) è stato un nobile, fotografo e militare italiano.

## Biografia
Il principe Francesco Chigi Albani della Rovere fu l'ultimo di cinque fratelli, di cui tra il primo e l'ultimo correvano 23 anni.
Il padre Mario (1832-1914), per tradizione ereditaria, fu Maresciallo del Conclave ed ebbe un ruolo importante nella vita romana con prestigiosi incarichi nella direzione di vari istituti di credito e di numerose imprese di costruzione, con cui prese parte all'edificazione dei quartieri romani di Testaccio e di Trastevere, per i quali raccolse notevoli contributi economici. Del resto i Chigi, provenienti da Siena e ramificati in varie famiglie, per tradizione secolare, sono stati banchieri. Mario sposò Antoniette Zu Sayn-Wittgenstein-Berleburg (1839-1918) da cui nacquero i figli, oltre ad Eleonora e a Francesco, il primogenito Ludovico Chigi Albani della Rovere, Principe e Gran Maestro del Sovrano Militare Ordine di Malta (1866-1951), Agostino Chigi Albani della Rovere (1858-1896) e Leopoldina (1861).
Francesco, invece, ebbe interessi assai diversi tanto che lasciò la scuola alla seconda liceo, la sorella Eleonora Albani della Rovere (1871-1962), nelle lettere che tra loro si scambiavano, lo definiva "sciamannone" per la vita che conduceva. Il padre, per mitigare questa sua apparente indolenza, gli affidò la gestione del podere di Ariccia e la sua vita cambiò verso l'impegno scientifico e gli interessi ornitologici.
Nel 1919 sposò Maria Concetta Torlonia e nel 1921 nacque la figlia Olimpia.
Appassionato di autovetture spese delle vere e proprie fortune per acquistarle e mantenerle, nonostante il declino economico dei Chigi che dovettero vendere parte del loro patrimonio immobiliare per mantenere un tenore di vita al quale erano abituati. Ebbe una De Dion-Bouton ed una Ford delle quali si considerava un pilota provetto. Con la Ford nel 1917 investì, uccidendolo, un prete che si scoprì essere lo zio di Trilussa. Con la De Dion-Bouton nel 1923 ebbe un secondo incidente in cui morì la moglie a seguito del capovolgimento della vettura. Nel 1924 sposò la cognata ed ebbe altri cinque figli.
Dopo la seconda guerra ricoprì vari incarichi pubblici, ma la sua attività fotografica era quasi cessata dalla metà degli anni Venti. Singolare il fatto che Ludovico nelle sue memorie, scritte nel 1936, non faccia alcun cenno all'attività fotografica del fratello così come non compare nell'abbondante carteggio della famiglia, se non brevi accenni. Perfino lo storico più accreditato della fotografia romana, Silvio Negro, che conosceva Chigi di persona, commemorando la sua morte sul Corriere della Sera ne parla come gentiluomo e aristocratico, scrivendo però tra parentesi "fotografo dilettante?".

## Chigi fotografo
L'esperienza fotografica di Francesco Chigi si muove all'interno della vita familiare, ritrae le persone, le residenze di famiglia e i viaggi, così come gli avvenimenti pubblici dei quali è spettatore. A questi scatti affianca un'opera di documentazione del mondo naturale con cui viene a contatto.
Esaminando le oltre 6.000 immagini del Principe si mette in evidenza che il suo intento fu probabilmente quello di documentare la sua famiglia, le sue campagne, i suoi giardini, i boschi di Castel Fusano, le condizioni delle zone malariche che ancora infestavano il litorale di Ostia, gli esiti delle intemperie sui suoi possedimenti e sulle zone circostanti. Fotografò i suoi viaggi in Russia e Ucraina, le montagne svizzere e poi Palermo, la Sicilia e Napoli. In qualità di ufficiale prese parte alla prima guerra mondiale di cui ci restano alcune immagini.
La sua attività più rilevante in campo fotografico fu quella di essere uno studioso di ornitologia. Negli anni raccolse centinaia di immagini sulle abitudini dell'avifauna mediterranea, materiali preziosi tanto che Gabriele D'Annunzio appellò Chigi come il "principe degli uccelli", forse poco più che una battuta spiritosa da parte del Vate che, per le sue necessità fotografiche, preferì per oltre un decennio il fotografo livornese Mario Nunes Vais. Toschi nella Rivista Italiana di Ornitologia scrive che "Egli non può considerarsi un semplice dilettante, e in un certo senso seppe essere anche un maestro, raccogliendo e indirizzando intorno a sé alcuni giovani allievi" (Augusto Toschi, Rivista Italiana di Ornitologia, XXIV, serie II, Milano 1954).
Chigi fondò l'Osservatorio ornitologico di Castel Fusano e la rivista "Rassegna faunistica" attraverso i quali documentò e descrisse studi sulla classificazione dei passeri, dei falconidi, dei palmipedi, nonché scritti di carattere biologico ed ecologico ed importanti ricerche sulla migrazione di alcune specie, come il tordo e la quaglia.
Avendone possibilità economica, la sua attrezzatura fotografica fu di prim'ordine con varie macchine di formati diversi, cavalletti, un'ottima camera oscura, comprese le costose autocromie che pochi anni prima Louis Lumière aveva presentato all'Accademia francese delle scienze (1904). La perfetta conoscenza tecnica delle macchine gli permetteva di intervenire nelle riparazioni e nei ritocchi grazie alle scoperte che in quegli anni si susseguivano così come alle attrezzature di camera oscura in cui interveniva in maniera pignola per raggiungere i risultati prefissati. Chigi possedeva attrezzature fotografiche e camere oscure in ognuna delle sue residenze, oltre a quella di Castel Fusano.
Se prendiamo in esame i generi fotografici dell'epoca e il crescente numero di fotografi che affollavano l'Italia così come gli altri paesi europei, e se consideriamo che sempre più nascevano riviste del settore che davano consigli, guide, manuali approfonditi su come fotografare, compresa la rivista Progresso Fotografico che Rodolfo Namias e Mario Ganzini avevano fondato nel 1894, una delle prime e più longeve riviste del settore, Francesco Chigi ci appare come un "fotografo privato". Nonostante seguisse tali riviste e fosse iscritto alla Società Fotografica Italiana e fosse un fanatico acquirente di macchine ed obiettivi, aggiornato sulle novità, il suo lavoro nel campo della fotografia non può essere associato a nessuna delle tendenze in auge nel decennio nel quale operò, salvo quella di documentazione.

## Il Fondo Chigi
Si deve al fotografo Giacomo Pozzi Bellini il merito di aver salvato ciò che restava del patrimonio fotografico di Francesco Chigi e di aver convinto il figlio Mario a donarlo al Gabinetto fotografico nazionale nel 1979. Il materiale si presentava in gran parte rovinato anche a seguito di numerosi traslochi e di incuria. Difficile il lavoro di datazione, anche se i familiari hanno fornito informazioni preziose sulla vita familiare ma ben poche sulle immagini del parente. La collezione si compone di 1300 negativi su lastra, 47 autocromie ed un certo numero di prove di stampa.
Nonostante le numerose macchine fotografiche, le immagini pervenute sono nella grande maggioranza del formato 4,5x6, numerose quelle nel formato stereoscopico, poche invece quelle nei formati 9x12, 13x18 e 18x24 utilizzate prevalentemente per i ritratti.
Incredibilmente vasto è il numero di macchine pervenuto al Gabinetto fotografico nazionale, circa 15 con ampia dotazione di ottiche, cavalletti, obiettivi decentrabili e tanti altri accessori. Ne fa parte anche un grande formato 50x60 da studio. Nell'insieme si tratta di macchine estremamente costose per l'epoca come ad esempio la Zais di Jena, la Koristka di Milano, la Darlot di Parigi o come l'obiettivo Ross di Londra del 1865. Tra gli ingranditori di pregio merita la citazione quello francese a luce solare Majoral della fine '800.

## Albero genealogico
|                                                              |                                                       |                                                           | Genitori                                                     |  |  | Nonni |  |  | Bisnonni                                                  |  |  | Trisnonni                                                |  |
|                                                              |                                                       |                                                           |                                                              |  |  |       |  |  | Agostino Chigi Albani della Rovere, V principe di Farnese |  |  | Sigismondo Chigi della Rovere, IV principe di Campagnano |  |
|                                                              |                                                       |                                                           |                                                              |  |  |       |  |  | Agostino Chigi Albani della Rovere, V principe di Farnese |  |  | Sigismondo Chigi della Rovere, IV principe di Campagnano |  |
|                                                              |                                                       | Flaminia Odescalchi                                       |                                                              |  |  |       |  |  | Agostino Chigi Albani della Rovere, V principe di Farnese |  |  |                                                          |  |
| Sigismondo Chigi Albani della Rovere, VI principe di Farnese |                                                       |                                                           |                                                              |  |  |       |  |  | Agostino Chigi Albani della Rovere, V principe di Farnese |  |  |                                                          |  |
|                                                              |                                                       | Amalia Carlotta Barberini Colonna di Sciarra              | Carlo Barberini Colonna di Sciarra, V principe di Palestrina |  |  |       |  |  |                                                           |  |  |                                                          |  |
|                                                              |                                                       | Amalia Carlotta Barberini Colonna di Sciarra              | Carlo Barberini Colonna di Sciarra, V principe di Palestrina |  |  |       |  |  |                                                           |  |  |                                                          |  |
|                                                              |                                                       | Amalia Carlotta Barberini Colonna di Sciarra              | Giustina Borromeo Arese                                      |  |  |       |  |  |                                                           |  |  |                                                          |  |
| Mario Chigi Albani della Rovere, VII principe di Farnese     |                                                       | Amalia Carlotta Barberini Colonna di Sciarra              |                                                              |  |  |       |  |  |                                                           |  |  |                                                          |  |
|                                                              |                                                       | Luigi Doria Pamphilj Landi, X principe di Melfi           | Giovanni Andrea Doria Pamphilj Landi, IX principe di Melfi   |  |  |       |  |  |                                                           |  |  |                                                          |  |
|                                                              |                                                       | Luigi Doria Pamphilj Landi, X principe di Melfi           | Giovanni Andrea Doria Pamphilj Landi, IX principe di Melfi   |  |  |       |  |  |                                                           |  |  |                                                          |  |
|                                                              |                                                       | Luigi Doria Pamphilj Landi, X principe di Melfi           | Leopolda di Savoia-Carignano                                 |  |  |       |  |  |                                                           |  |  |                                                          |  |
| Leopoldina Doria Pamphilj Landi                              |                                                       | Luigi Doria Pamphilj Landi, X principe di Melfi           |                                                              |  |  |       |  |  |                                                           |  |  |                                                          |  |
|                                                              |                                                       | Teresa Orsini                                             | Domenico Orsini, principe di Solofra                         |  |  |       |  |  |                                                           |  |  |                                                          |  |
|                                                              |                                                       | Teresa Orsini                                             | Domenico Orsini, principe di Solofra                         |  |  |       |  |  |                                                           |  |  |                                                          |  |
|                                                              |                                                       | Teresa Orsini                                             | Faustina Caracciolo                                          |  |  |       |  |  |                                                           |  |  |                                                          |  |
| Francesco Chigi Albani della Rovere                          |                                                       | Teresa Orsini                                             |                                                              |  |  |       |  |  |                                                           |  |  |                                                          |  |
|                                                              | Ludovico Adolfo Pietro di Sayn-Wittgenstein-Berleburg | Cristiano Luigi Casimiro di Sayn-Wittgenstein-Ludwigsburg |                                                              |  |  |       |  |  |                                                           |  |  |                                                          |  |
|                                                              | Ludovico Adolfo Pietro di Sayn-Wittgenstein-Berleburg | Cristiano Luigi Casimiro di Sayn-Wittgenstein-Ludwigsburg |                                                              |  |  |       |  |  |                                                           |  |  |                                                          |  |
|                                                              | Ludovico Adolfo Pietro di Sayn-Wittgenstein-Berleburg | Amalie Ludowika Finck von Finckenstein                    |                                                              |  |  |       |  |  |                                                           |  |  |                                                          |  |
| Ludovico Adolfo Federico di Sayn-Wittgenstein-Berleburg      | Ludovico Adolfo Pietro di Sayn-Wittgenstein-Berleburg |                                                           |                                                              |  |  |       |  |  |                                                           |  |  |                                                          |  |
|                                                              |                                                       | Antonia Cäcilia Snarska                                   | Stanislaw Snarski                                            |  |  |       |  |  |                                                           |  |  |                                                          |  |
|                                                              |                                                       | Antonia Cäcilia Snarska                                   | Stanislaw Snarski                                            |  |  |       |  |  |                                                           |  |  |                                                          |  |
|                                                              |                                                       | Antonia Cäcilia Snarska                                   | Kazimiera Swolinska                                          |  |  |       |  |  |                                                           |  |  |                                                          |  |
| Antonietta di Sayn-Wittgenstein-Berleburg                    |                                                       | Antonia Cäcilia Snarska                                   |                                                              |  |  |       |  |  |                                                           |  |  |                                                          |  |
|                                                              |                                                       | Ivan Ivanovič Barjatinskij                                | Ivan Sergeevič Barjatinskij                                  |  |  |       |  |  |                                                           |  |  |                                                          |  |
|                                                              |                                                       | Ivan Ivanovič Barjatinskij                                | Ivan Sergeevič Barjatinskij                                  |  |  |       |  |  |                                                           |  |  |                                                          |  |
|                                                              |                                                       | Ivan Ivanovič Barjatinskij                                | Caterina di Schleswig-Holstein-Sonderburg-Beck               |  |  |       |  |  |                                                           |  |  |                                                          |  |
| Leonilla Ivanovna Barjatinskaja                              |                                                       | Ivan Ivanovič Barjatinskij                                |                                                              |  |  |       |  |  |                                                           |  |  |                                                          |  |
|                                                              |                                                       | Marie Wilhelmina Keller                                   | Christoph Keller                                             |  |  |       |  |  |                                                           |  |  |                                                          |  |
|                                                              |                                                       | Marie Wilhelmina Keller                                   | Christoph Keller                                             |  |  |       |  |  |                                                           |  |  |                                                          |  |
|                                                              |                                                       | Marie Wilhelmina Keller                                   | Amalia Louise zu Sayn-Wittgenstein-Berleburg                 |  |  |       |  |  |                                                           |  |  |                                                          |  |
|                                                              |                                                       | Marie Wilhelmina Keller                                   |                                                              |  |  |       |  |  |                                                           |  |  |                                                          |  |